# Фердінандо Брамбілла
Фердінандо Брамбілла (італ. Ferdinando Brambilla; 8 липня 1838, Мілан — 6 липня 1921, Мілан) — італійський художник, фрескист, аквареліст, автор картин на релігійні сюжети і жанрових сцен.

## Біографія
Фердінандо Брамбілла народився 8 липня 1838 року в Мілані.
Навчався в Accademia di Brera в Мілані у Франческо Аєца.
Серед його картин можна згадати: «Обман», «Дослідження кохання», «Черниця з Монци» (за мотивами «Нареченої Манцоні»), «Поклонник Сент-Терези». Він створив вівтарні картини та деякі фрески для церков Лоді, Мілана та Монци.
Помер 6 липня 1921 року в рідному місті.